# Francesco Tomatis
Francesco Tomatis (Carrù, 5 luglio 1964) è un filosofo italiano.
Dal 2002 insegna alla Facoltà di Lettere e filosofia dell'Università degli Studi di Salerno come professore ordinario in Filosofia teoretica.

## Biografia
Francesco Tomatis ha studiato nelle Università di Torino, Università di Heidelberg, Università di Perugia e Università di Macerata. Laureatosi in Filosofia teoretica all'Università di Torino con Gianni Vattimo e Luigi Pareyson (1991), dottore di ricerca all'Università di Perugia (1994), seguito da Giovanni Ferretti e Giuseppe Riconda, di cui è stato assistente all'Università di Torino dal 1995 al 2002, è stato borsista del Centro studi filosofico-religiosi Luigi Pareyson (1995-1998), ricercatore della Alexander von Humboldt-Stiftung all'Università di Freiburg im Breisgau (1997), professore ordinario allo Studio teologico interdiocesano di Fossano (1991-2001) e professore ospite in alcune Università europee e americane (Madrid, Córdoba, Mendoza..).
È membro dei comitati scientifici del Centro studi filosofico-religiosi Luigi Pareyson di Torino, della Fondazione centro studi Augusto Del Noce di Savigliano, dell'Accademia estetica internazionale di Rapallo, dell'Istituto Xavier Tilliette, della Internationale Schelling-Gesellschaft.
Nel 1987 ha fondato a Cuneo il Seminario angelus novus.
Nel 1991 ha fondato con Massimo Cacciari, Massimo Donà, Romano Gasparotti, Sergio Givone, Margherita Petranzan, Carlo Sini e Vincenzo Vitiello la rivista “Paradosso”. Dal 1995 scrive sulle pagine culturali di “Avvenire”. Cura una rubrica sul mensile delle vallate occitane d'Italia “Ousitanio Vivo”, di cui è collaboratore dal 1998, e dal 2005 collabora a “La Rivista del Club alpino italiano”.
Dal 2012 è garante scientifico internazionale dell'associazione Mountain Wilderness International.
Dal 2008 è istruttore di Kung Fu classico cinese, frequentando la Scuola Kung Fu Chang dal 1994, allievo diretto dei maestri Ignazio Cuturello e Roberto Fassi.

## Pensiero
Ha dedicato le sue ricerche al pensiero di Friedrich Schelling, Friedrich Nietzsche, Martin Heidegger in ambito tedesco, di Luigi Pareyson e Luigi Einaudi in quello italiano, di Lao Tzu e Yang Chengfu nel cinese, approfondendo in particolare il problema ontologico della libertà e del male, del tempo e dell'escatologia, dei principi e del non-sapere. Ha poi elaborato una filosofia esperienziale, sperimentata soprattutto in montagna, che intende l'esistenza come esperienza personale della verticalità del limite, e una filosofia ermeneutica del dialogo interculturale, particolarmente attenta alla teologia cristiana trinitaria e al pensiero taoista cinese.

## Opere
- Kenosis del logos. Ragione e rivelazione nell'ultimo Schelling, Prefazione di Xavier Tilliette, Città Nuova Editrice, Roma, 1994, 384 pp. ISBN 88-311-3229-6
- Ontologia del male. L'ermeneutica di Pareyson, Presentazione di Piero Coda, Città Nuova Editrice, Roma, 1995, 200 pp. ISBN 88-311-0102-1
- L'argomento ontologico. L'esistenza di Dio da Anselmo a Schelling, 2ª ed., Roma, Città Nuova Editrice, 2010  [1997],  p. 168, ISBN 88-311-0111-0.
- Bibliografia pareysoniana, Trauben, Torino, 1998, 160 pp. ISBN 88-87013-20-X
- Pareyson. Vita, filosofia, bibliografia, 2ª ed. ampliata, Morcelliana, Brescia, 2003, 208 pp. ISBN 88-372-1914-8
- Escatologia della negazione, Roma, Città Nuova Editrice, 1999,  p. 200, ISBN 88-311-0120-X.
- Friedrich Schelling. Invito alla lettura, San Paolo, Cinisello Balsamo, 2004, 96 pp. ISBN 88-215-5023-0
- Filosofia della montagna, Prefazione di Armando Torno, Postfazione di Reinhold Messner, 3ª ed., Milano, Bompiani, 2005,  p. 224, ISBN 88-452-4138-6.
- Come leggere Nietzsche, Bompiani, Milano, 2006, 208 pp. ISBN 88-452-5751-7
- Dialogo dei principi con Gesù Socrate Lao Tzu, Prefazione di Piero Coda, Bompiani, Milano, 2007, 160 pp. ISBN 978-88-452-5956-2
- Libertà di sapere. Università e dialogo interculturale, Prefazione di Giovanni Reale, Bompiani, Milano, 2009, 128 pp. ISBN 978-88-452-6256-2
- Verso la città divina. L'incantesimo della libertà in Luigi Einaudi, Città Nuova Editrice, Roma, 2011, 304 pp. ISBN 978-88-311-7390-2
- Corpo e preghiera. La Via del T'ai Chi Ch'üan, con I. Cuturello, R. Fassi, D. Magni, 2ª ed., Roma, Città Nuova Editrice, 2012,  p. 276, ISBN 978-88-311-7399-5.
- La via della montagna, Bompiani, Milano, 2019, 688 pp. ISBN 978-88-301-0010-7
- Il Dio vivente. Libertà, male, Trinità in Schelling e Pareyson, Morcelliana, Brescia, 2022, 368 pp. ISBN 978-88-372-3615-1

## Curatele
- Luigi Pareyson, Essere, libertà, ambiguità, Mursia, Milano, 1998, 224 pp. ISBN 88-425-2324-0
- Giuseppe Riconda, Xavier Tilliette, Del male e del bene, Città Nuova Editrice, Roma, 2001, 128 pp. ISBN 88-311-0129-3
- Bruno Forte, Vincenzo Vitiello, La vita e il suo oltre. Dialogo sulla morte, Città Nuova Editrice, Roma, 2001, 128 pp. ISBN 88-311-0130-7
- Luigi Pareyson, Iniziativa e libertà, Mursia, Milano, 2005, 280 pp. ISBN 88-425-3303-3
- Mauro Baudino, White-out, Museo Nazionale della Montagna, Torino, 2006, 48 pp. ISBN 88-7376-024-4
- Friedrich Nietzsche, Su verità e menzogna, Bompiani, Milano, 2006, 168 pp. ISBN 88-452-5741-X
- Friedrich Wilhelm Joseph von Schelling, Sui principi sommi. Filosofia della rivelazione 1841/42, Bompiani, Milano, 2016, 1536 pp. ISBN 978-88-452-8094-8
- Luigi Pareyson, Prospettive di filosofia moderna e contemporanea, Mursia, Milano 2017, 618 pp. ISBN 978-88-425-5781-4
- Luigi Pareyson, Prospettive di filosofia contemporanea, Mursia, Milano 2021, 642 pp. ISBN 978-88-425-6390-7
- Luigi Pareyson, Estetica e metafisica, Morcelliana, Brescia 2022, 272 pp. ISBN 978-88-372-3676-2

## Recensioni
- Kenosis del logos. Ragione e rivelazione nell'ultimo Schelling, Pref. di X. Tilliette, Città Nuova, Roma 1994, 384 pp.

[recensito da: B. Forte («Avvenire», 10.12.1994, p.22), G. Baget Bozzo («Il Sole-24 Ore», 8.1.1995, p.27), A. Giordano («La Guida», 13.1.1995, p.3 e 20.1.1995, p.3), P. Bogo («la masca», 18.1.1995, p.14), G. Pirola («La Civiltà Cattolica», 146, 3483/3484, 5-19.8.1995, pp.333–334), F. D'Agostini («La Stampa. Tuttolibri», 30.9.1995, p.6), F. Viganò («Informazione filosofica», 26, 1995, pp.53–54), S. Sotgiu («Diorama letterario», 190, 1995, pp.34–36), B. Forte («Asprenas», 43, 1996, 1, pp.127–129), X. Tilliette («Gregorianum», 1996, pp.195–196), E. Guglielminetti («Filosofia e teologia», 1996, 2, pp.408–411)].
- Ontologia del male. L'ermeneutica di Pareyson, Pres. di P. Coda, Città Nuova, Roma 1995, 200 pp.

[recensito da: G. Baget Bozzo («Il Sole-24 Ore», 30.7.1995, p.26), G. Ricci («Avvenire», 28.10.1995, p.19), A. Ribero («AdOvest», 4, 1995, pp.72–73), S. Sotgiu («Diorama letterario», 190, 1995, pp.34–36), M. Micelli («Informazione filosofica», 27, 1996, pp.24–25), F. Russo («Acta philosophica», 1996, p.185), G. Garelli («La Guida», 14.3.1997, p.8)].
- L'argomento ontologico. L'esistenza di Dio da Anselmo a Schelling, Città Nuova, Roma 1997, 20102, 168 pp.

[recensito da: M. Schoepflin («Avvenire», 5.7.1997, p.21), F. Dal Bo («Con-tratto», 1998, pp.515–516), F. Pepino («la Bisalta», 15.1.1999, p.29)].
- Bibliografia pareysoniana, Trauben, Torino 1998, 160 pp.

[recensito da: G. Garelli («La Guida», 15.1.1999, p.13), F. Russo («Acta philosophica», 1999, p.189), F.P. Ciglia («Il Pensiero», 1999, 1, pp.94–97)].
- Escatologia della negazione, Città Nuova, Roma 1999, 200 pp.

[recensito da: G. Garelli («La Guida», 26.3.1999, p.4), F. Pepino («la Bisalta», 26.3.1999, p.29), M. Schoepflin («Avvenire», 10.4.1999, p.23), A. Folin («Tuttolibri», 17.6.1999, p.6), M.C. Di Nino («Dialegesthai», 2003, http://mondodomani.org/dialegesthai/)].
- Pareyson. Vita, filosofia, bibliografia, Morcelliana, Brescia 2003, 208 pp.

[recensito da: G. A[schero] («La Guida», 14.3.2003, p.58), M. Schoepflin («Il Giornale», 13.4.2003, p.28), [N. Orengo] («La Stampa. Tuttolibri», 19.4.2003, p.10), M. Schoepflin («Avvenire», 14.5.2003, p.23), F. Pepino («Cuneo Provincia Granda», 2003, 5, p.78), F. Russo («Acta philosophica», 2004, p.374)].
- O argumento ontológico. A existência de Deus de Anselmo a Schelling, tr. port. bras. di S.J. Schirato, Paulus, Sâo Paulo 2003, Brasil, 160 pp.
- Filosofia della montagna, Bompiani, Milano 2005, 20052, 20053, 20084, 224 pp.

[recensito da: G. Reale («Corriere della sera», 29.9.2005, p.49), E. Billò («Unione Monregalese», 5.10.2005, p.7), V. Mathieu («Il Giornale», 27.10.2005, p.27), Vasta («La Sicilia», 31.10.2005, p.18), U. Curi («Messaggero Veneto», 6.11.2005, pp.1 e 10), L. Caveri («Peuple Valdotain», 6.11.2005, p. ), A. Zaccuri («Letture», novembre 2005, p.64), D. Anghilante («Ousitanio Vivo», novembre 2005, p.7), G. Lingua («Cuneo Provincia Granda», settembre-ottobre 2005, p.69), G. Brunod («PMNet», ottobre 2005, in www.pmnet.it), M. Schoepflin («Il Foglio», 14.1.2006, p. x), A. Rosa («TorinoSette», 13.1.2006, p.42), A. Parodi («La Stampa Web», 16.1.2006, www.lastampa.it), G. Pulina («Girodivite», www.girodivite.it), A. Rigobello («L'Osservatore romano», 2006, p. )].
- Come leggere Nietzsche, Bompiani, Milano 2006, 208 pp.

[recensito da: M. Schoepflin («Jesus», 2007, 1, p.95), M. Del Vecchio («Diorama letterario», 282, 2007, pp.30–31), G. Pulina («Recensioni filosofiche», 29.12.2006, www.recensionifilosofiche.it)].
- Dialogo dei principi con Gesù Socrate Lao Tzu, Bompiani, Milano 2007, 160 pp.

[recensito da: M. Iacona («Secolo d'Italia», 7.11.2007, p.9), E. Billò («L'Unione monregalese», 7.11.2007, p.41), G. A[schero] («La Guida», 7.12.2007, p.16), M. Schoepflin («Giornale di Brescia», p. ), M. Schoepflin («Avvenire», 19.3.2008, p. ), D. Monaco («Filosofia e teologia», 2008, 2, pp.417–420)].
- Libertà di sapere. Università e dialogo interculturale, Pref. di G. Reale, Bompiani, Milano 2009, 128 pp.

[recensito da: G. Giorello («Corriere della Sera. Magazine», 7.5.2009, 18, p.29), E. Castagna («Avvenire», 26.6.2009, p.24), M. Iacona («Il Borghese», 2009, 7, pp.75–76), A. Torno («Corriere della Sera», 7.9.2009, p.26)].
- Verso la città divina. L'incantesimo della libertà in Luigi Einaudi, Città Nuova, Roma 2011, 304 pp.

[recensito da: F. Chittolina («La Guida», 21.10.2011, p.63); [M. Schoepflin] («Il Giornale di Brescia», 5.11.2011, p.64); G. Tarantino («Secolo d'Italia», 6.11.2011, p.9); M. Iacona («Il Giornale d'Italia», 6.11.2012, p.11); D. Monaco («L'occhio», 1-15.11.2011, p.21); F. Chittolina («La Voce del Popolo», 4.12.2011, p.6); F. Ranucci («Conquiste del lavoro», 29.12.2011, p.4); [...] («Jesus», gennaio 2012, p.110); S. Bondi («Panorama», 29.2.2012, p. ); E. Di Nuoscio («Europa», 4.5.2012, pp.1 e 9); D. Anghilante («Ousitanio vivo», 376, 2012, p.9); F.S. Festa, («», 2012, http:// ); G. Bartoli («Dialegesthai», 10.7.2012, http://mondodomani.org/dialegesthai/; D. Monaco («Filosofia e teologia», 2013, 1, pp. ]; P. Lubrano («Il Nostro Tempo», 20.10.2013, p.14)].